# Kultur och nöje i Göteborg

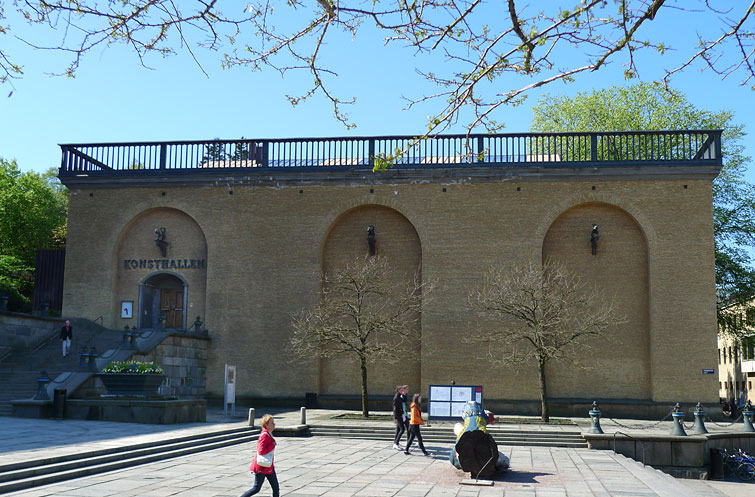
Göteborgs Konsthall

Utbud är brett av kultur och nöje i Göteborg. Här finns några av landets mest välbesökta museer konsertscener, många teatergrupper och scener, och ett aktivt konst- film- och musikliv. Nöjesfältet Liseberg är beläget i staden, vilket är Nordens största nöjespark. Varje år arrangeras även ett antal stora kulturevenemang som Bokmässan, Göteborgs Filmfestival, musikfestivalen Way Out West, och vartannat år arrangeras dans och teaterfestivalen och Göteborgs Internationella Konstbiennal. Kulturkalaset sker årligen i mitten av augusti, en fest för både göteborgare och besökare, med mängder av konserter, upplevelser och evenemang, med fri entré.

## Konst
På konstsidan kan nämnas Göteborgs konstmuseum som bland annat är Sveriges främsta museum för nordisk 1880- och 1890-talskonst, främst genom att Pontus Fürstenbergs konstsamling donerades till museet. Av nordiska konstnärer finns bland annat målningar av Edvard Munch, Ernst Josephson, Carl Larsson, Peder Severin Krøyer och Anders Zorn men museet har även verk av van Gogh, Monet, Rembrandt och Picasso. Den samtida konstscenen har under 2000-talet stärkts. Bland annat genom de båda institutioner Göteborgs konsthall och Röda sten konsthall tillsammans med en växande skara konstnärsdrivna gallerier. Ett viktigt tillskott var när Göteborgs Internationella Konstbiennal drog igång 2001. Göteborgs internationella konstbiennal arrangeras sedan 2006 av Röda Sten konsthall. Göteborg har två konstnärliga högskoleutbildningar: Konsthögskolan Valand och Högskolan för fotografi. Se även Lista över konstgallerier i Göteborg

### Offentlig konst
Göteborgs två kanske mest kända offentliga konstverk är nog Poseidonbrunnen och Kopparmärra. Utöver dessa klassicistiska verk finns även modernisktiska verk som exempelvis Vilande figur i två delar III av Henry Moore och De tre vingarna av Alexander Calder. Typiskt göteborgsk är Torsten Billmans fresk Till sjöfolket – Havets arbetare (f.d. Nya Sjömanshemmet). Billmans stora al frescomålning är förmodligen idag Göteborgs bäst bevarade konstnärliga hemlighet.

## Teater

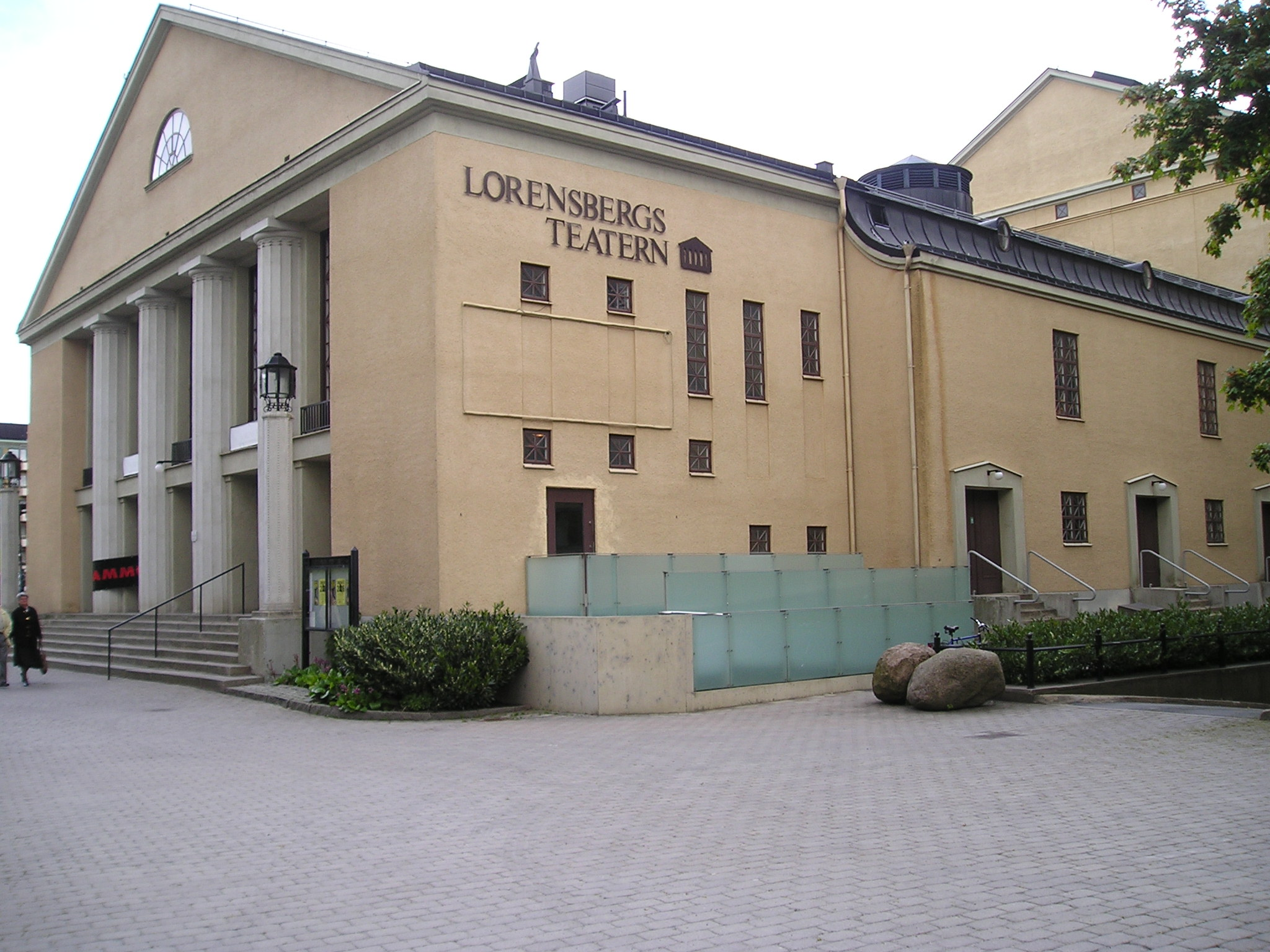
Lorensbergsteatern

De första teatersällskapen kom till Göteborg mot slutet av 1600-talet och spelade i exempelvis olika lador och magasin. Göteborgs första offentliga teater Comediehuset byggdes 1779. År 1816 byggdes den första Stora Teatern på Södra Hamngatan. År 1856 hade denna byggnad tjänat ut och man lät bygga Göteborgs Nya Theater, som på 1880-talet bytte namn till Stora Teatern, eller Storan som den numera kallas. Andra viktiga teatrar i Göteborgs historia och samtid är exempelvis Lorensbergsteatern, Stadsteatern och Göteborgsoperan. Ett antal fria teatergrupper håller också till i området som Teater Trixter, Hagateatern, där Teater Kurage och Teater Tamauer håller till, och Masthuggsteatern.

### Dans
Göteborg Dans & Teater Festival arrangerades första gången 1994 och har sedan dess återkommit sista veckan i augusti vartannat år. Under denna festival presenterar man samtida scenkonst från hela världen och tillsammans med den fria scenen Atalante som sedan 1980-talet arbetat med experimentell dans och scenuttryck har Göteborg vid ett flertal tillfällen uppmärksammats internationellt. Under sommarmånaderna (maj-oktober) anordnas dans på Lisebergs dansbana Polketten i foxtrot och bugg.

## Design och konsthantverk

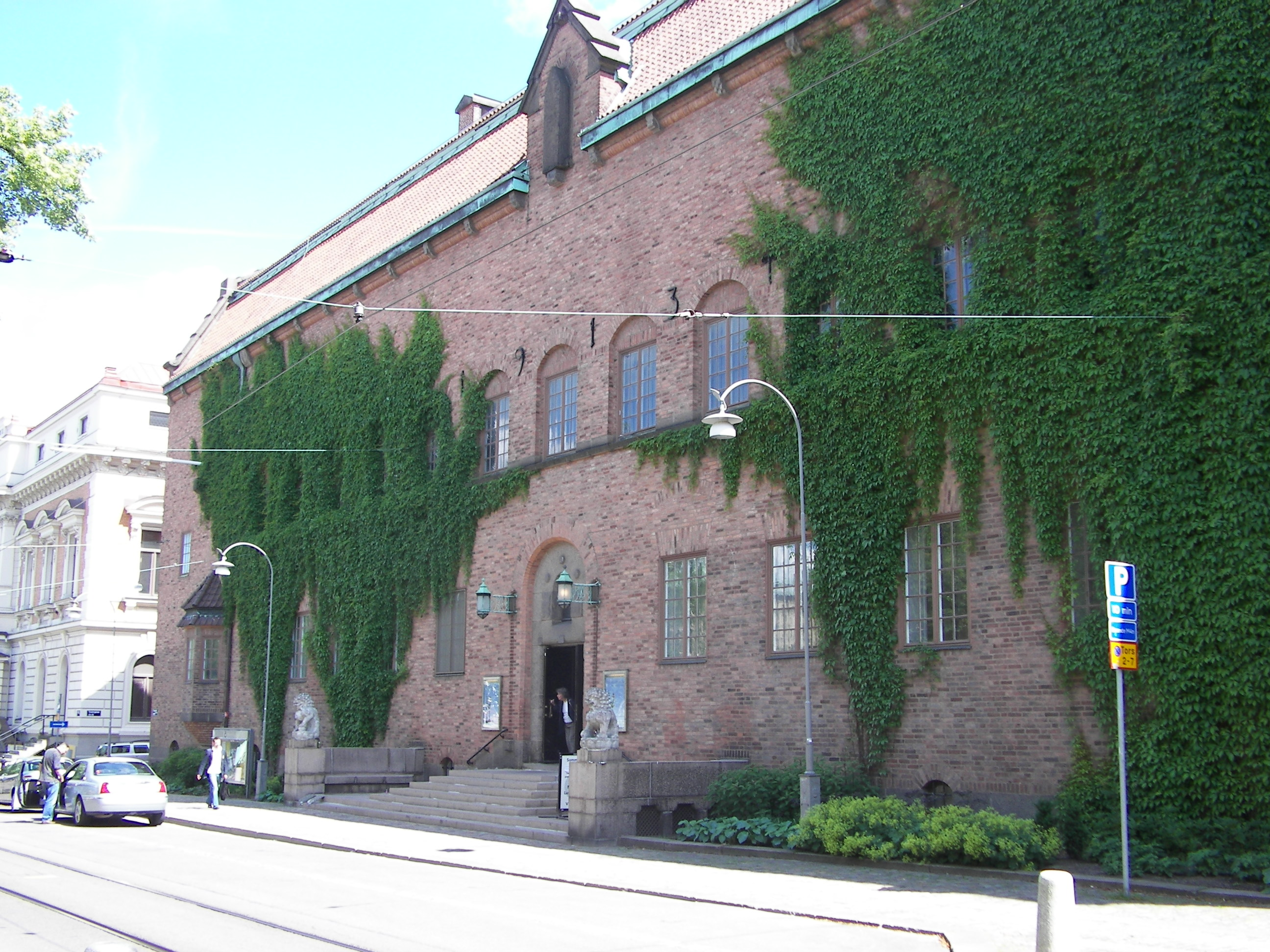
Röhsska museet med Valandhuset i bakgrunden

Sveriges enda statliga museum utanför Stockholm ligger i Göteborg, Världskulturmuseet. 
Sveriges enda större design- och konsthantverksmuseum, det internationellt erkända Röhsska museet ligger i Göteborg. Byggnaden som är ritad av arkitekten Carl Westman stod klar 1914 och innehåller i dag Sveriges förnämsta samling av ikonografiska form- och designprodukter men även en stor samling asiatisk konst och konsthantverk. Granne med museet ligger Högskolan för design och konsthantverk (HDK).
Första helgen i september arrangeras årligen Konsthantverksmarknaden på kronhusets gård med ett 70-tal deltagare. Ett annat arrangemang som återkommer är den rikstäckande manifestationen Konsthantverkets dag.

## Kulturtidskrifter
Den kulturella debatten är stark, inte minst på grund av den för stadens storlek så stora produktionen av kulturtidskrifter. Några exempel är Ord & Bild, Zenit - kulturtidningen i väst, Glänta och Sveriges äldsta konsttidskrift, Paletten.

## Bibliotek
Det finns 27 stadsdelsbibliotek i Göteborg. Huvudbiblioteket är Göteborgs stadsbibliotek och ligger vid Götaplatsen. Utöver dessa finns en mängd bibliotek kopplade till stadens olika utbildningsinstitutioner.

## Film
På annandag jul 1896 skedde, i Valandhuset, den första filmförevisningen i Göteborgs historia. 1902 öppnades Kinematografen i Göteborgs arkader vilket var Sveriges första fasta biograf. I maj 1916 stod Hasselblad Film AB:s filmateljé färdig, som låg högst upp på Otterhällans krön och på sin tid var en av Sveriges största och modernaste filmateljéer. Under åren 1916-1919 spelade man in ett trettiotal filmer, med bland andra Gösta Ekman. Stjärnregissören hette Georg af Klercker. 
Filmens ställning i staden har sedan mitten av 1990-talet stärkts bland annat på grund av utbildningarna vid Filmhögskolan och självklart också Göteborg Film Festival som startade redan 1979. Göteborgs största biograf är i dag Filmstaden Bergakungen, som öppnade i november 2006. Utöver denna finns ett tiotal biografer runt om i staden.

## Musik
Göteborgs musikliv har under lång tid satt sitt avtryck både nationellt och internationellt. Under 1960-talet fick musikgruppen The Spotnicks avsevärda framgångar, även internationellt. Andra uppmärksammade göteborgsband under denna tid var Tages och The Shakers. År 1966 öppnade pop- och rockklubben Cue Club, vilken fick en central roll i stadens dåtida musikliv.
Under 1970-talet var Göteborg ett starkt fäste för proggrörelsen, som först var verksam i allaktivitetshuset Hagahuset och efter dettas stängning på Sprängkullen. Här fanns också huvudredaktionen för tidningen Musikens makt och skivbolaget Nacksving. Den i dessa kretsar inflytelserike Tommy Rander gjorde sig känd för sin kritik mot all musik som saknade ett tydligt socialistiskt budskap, varigenom han blev kontroversiell även inom musikrörelsen. Särskilt uppmärksammade band från Göteborg var Nationalteatern, Nynningen och Motvind.
Under punk- och postpunkvågen, under slutet av 1970-talet och början av 1980-talet, var den så kallade Garageligan tongivande, genom att skapa en tradition av samarbete och att skapa spelningar för mindre band. Denna tradition har länge levt kvar och hade även stor betydelse när indiepopen gjorde sitt intåg i musiklivet i staden i slutet av 1980-talet med band som Easy och Broder Daniel. Band som The Soundtrack of Our Lives och Håkan Hellström, som blivit något av göteborgska ikoner kan ses som en fortsättning på denna musikkultur.
Även internationellt stora svenska stoltheter inom hårdrocken som Black Ingvars, In Flames, Hammerfall, Dead By April och Hardcore Superstar kommer från Göteborg.
På 2000-talet finns det många aktiva musikgenrer i Göteborg. På Göteborgs konserthus finns till exempel Göteborgs symfoniker, vilka 1997 utnämndes till Sveriges nationalorkester. Skivbolagen Kning Disk och Ideal Recordings är två av Sveriges mest omtalade skivbolag för experimentell musik och ljudkonst. På den klassiska nattklubben Nefertiti möter i dag denna nya experimentella musikscen jazzen som har haft Nefertiti som ett självklart centrum sedan 1978. När det gäller "tyngre" musik talas det internationellt sett ibland om The Gothenburg sound, vilket syftar på musikstilen Melodisk death metal som växte fram i Skandinavien under 1990-talet, med viss koncentration i Göteborg. Band som brukar nämnas i sammanhanget är exempelvis At the Gates, Dark Tranquillity, och In Flames.
I Göteborgsområdet hör också dansband som Arvingarna, Flamingokvintetten och Streaplers hemma.
I Slottsskogen arrangeras varje år festivalen Way Out West. Med start 2007 har festivalen nu växt och blivit en av Sveriges största och populäraste festivaler. Festivalen får även stor uppmärksamhet utanför Sveriges gränser med fina ord från media som både Pitchfork och The Times. 
Artister som uppträtt på festivalen är bland andra Neil Young, Kanye West, Manu Chao, Regina Spektor, N.E.R.D, Broder Daniel, Grinderman, Kelis, Sigur Rós, Arctic Monkeys, Lily Allen, Antony & the Johnsons med Göteborgs Symfoniker, My Bloody Valentine och under 2010 fick vi bland annat se Håkan Hellström, Beach House, Wu-Tang Clan, Iggy & The Stooges, The Chemical Brothers, LCD Soundsystem, The xx och M.I.A..

## Kulturfestivaler

### Göteborgs Kulturkalas
Göteborgs kulturkalas sker i mitten av augusti, en fest för både göteborgare och besökare, med mängder av konserter, upplevelser och evenemang, med fri entré.

### Hammarkullekarnevalen
Hammarkullekarnevalen är en karneval som sedan starten 1974 genomförs årligen sista helgen i maj i stadsdelen Hammarkullen. Karnevalen är en mångkulturell folkfest med musik, dans och mat med uppemot 100.000 besökare, unga som gamla, under de tre dagar karnevalen pågår.
Karnevalen byggs upp av ideellt arbetande funktionärer. Karnevalsmottot är "Vi dansar för tolerans, glädje och gemenskap".

## Liseberg

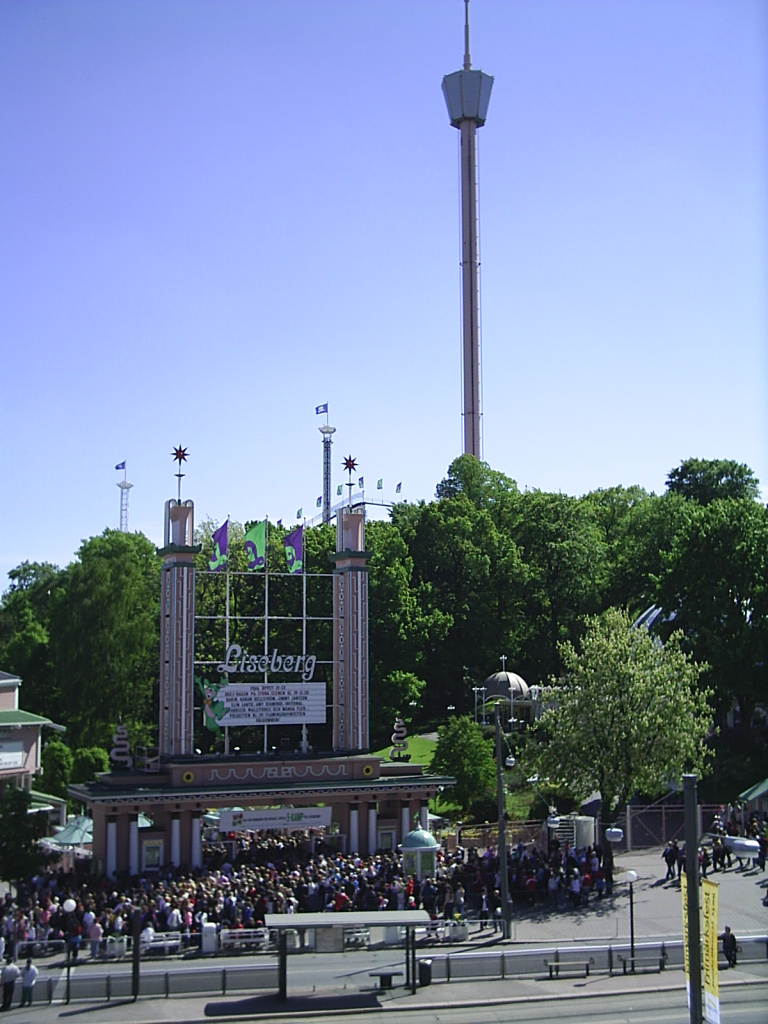
Lisebergsentrén med Lisebergstornet i bakgrunden

Liseberg är Nordens största nöjespark, belägen vid Korsvägen i Göteborg. Parken drivs som ett aktiebolag, helt ägt av Göteborgs kommun. Den invigdes inför Jubileumsutställningen i Göteborg 8 maj 1923. Sommarsäsongen sträcker sig från slutet av april till mitten av oktober och Jul på Liseberg är öppet från mitten av november fram till jul. Liseberg är Göteborgs och Sveriges största turistmål.

## Uteliv och nöje
Staden erbjuder ett rikt uteliv, från Avenyns electroklubbar till Majornas alternativa scen. På sommaren ligger båtar i kanalen som erbjuder fest och servering.

## Sevärdheter, kulturinstitutioner och museer i urval

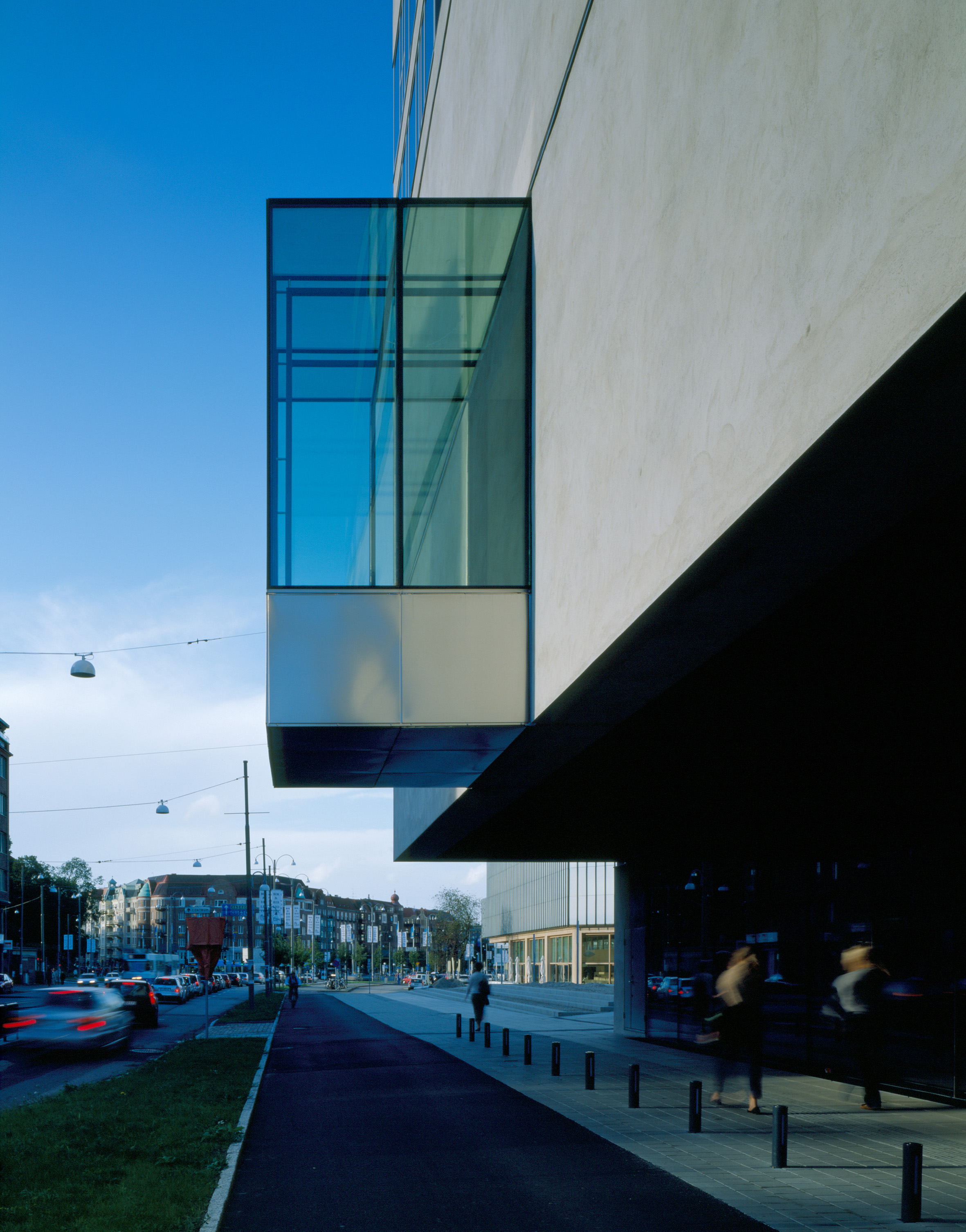
Världskulturmuseet sett från Södra Vägen

- Platsbildningar och torg: Avenyn - Götaplatsen - Järntorget - Gustav Adolfs torg - Kungsportsplatsen
- Museer: Världskulturmuseet - Göteborgs Stadsmuseum - Sjöfartsmuseet med Sjömanstornet - Barken Viking - Röhsska Museet - Göteborgs konstmuseum - Göteborgs Naturhistoriska Museum med Malmska valen - fler
- Institutioner som visar samtidskonst: Göteborgs konsthall - Röda sten konsthall - Göteborgs Internationella Konstbiennal - Stenasalen - Hasselblads center - Atalante
- Teatrar och teatergrupper: Lorensbergsteatern - Göteborgs stadsteater - Atalante - Pusterviksteatern - Folkteatern - GöteborgsOperan - Hagateatern - Stora Teatern - Unga Folkteatern - fler
- Biografer: Capitol - Filmstaden Bergakungen - Biopalatset - Draken - Hagabion - fler
- Offentlig konst: Poseidon med brunnskar - Bältespännarna - Kungsportsplatsen - fler
- Parker: Göteborgs Botaniska Trädgård - Slottsskogen - Vasaparken - Söderlingska trädgården - Trädgårdsföreningen - Keillers park - Delsjöområdets naturreservat - Vättlefjäll - Hisingsparken
- Byggnader: Feskekörka - Kronhuset - Landshövdingeresidenset i Göteborg - landshövdingehusen - Gunnar Asplund tillbyggnad av Rådhuset - fler
- Kyrkor: Örgryte gamla - Domkyrkan - Carl Johans kyrka - Hagakyrkan - Oscar Fredriks kyrka - fler
- Frikyrkor: Smyrnakyrkan - Tabernaklet - fler
- Bibliotek: Göteborgs stadsbibliotek - Älvstrandens bibliotek - Frölunda bibliotek - Linnéstadens bibliotek - fler
- Fler sevärdheter: Casino Cosmopol - Göteborgs Maritima Centrum - Landsarkivet i Göteborg - Liseberg (Nöjesfält) - Lisebergslinjen (Museispårvägslinje) - Ostindiefararen Götheborg - Paddan - Stadsbiblioteket Göteborg - Universeum - Aeroseum